# Palais von Nell

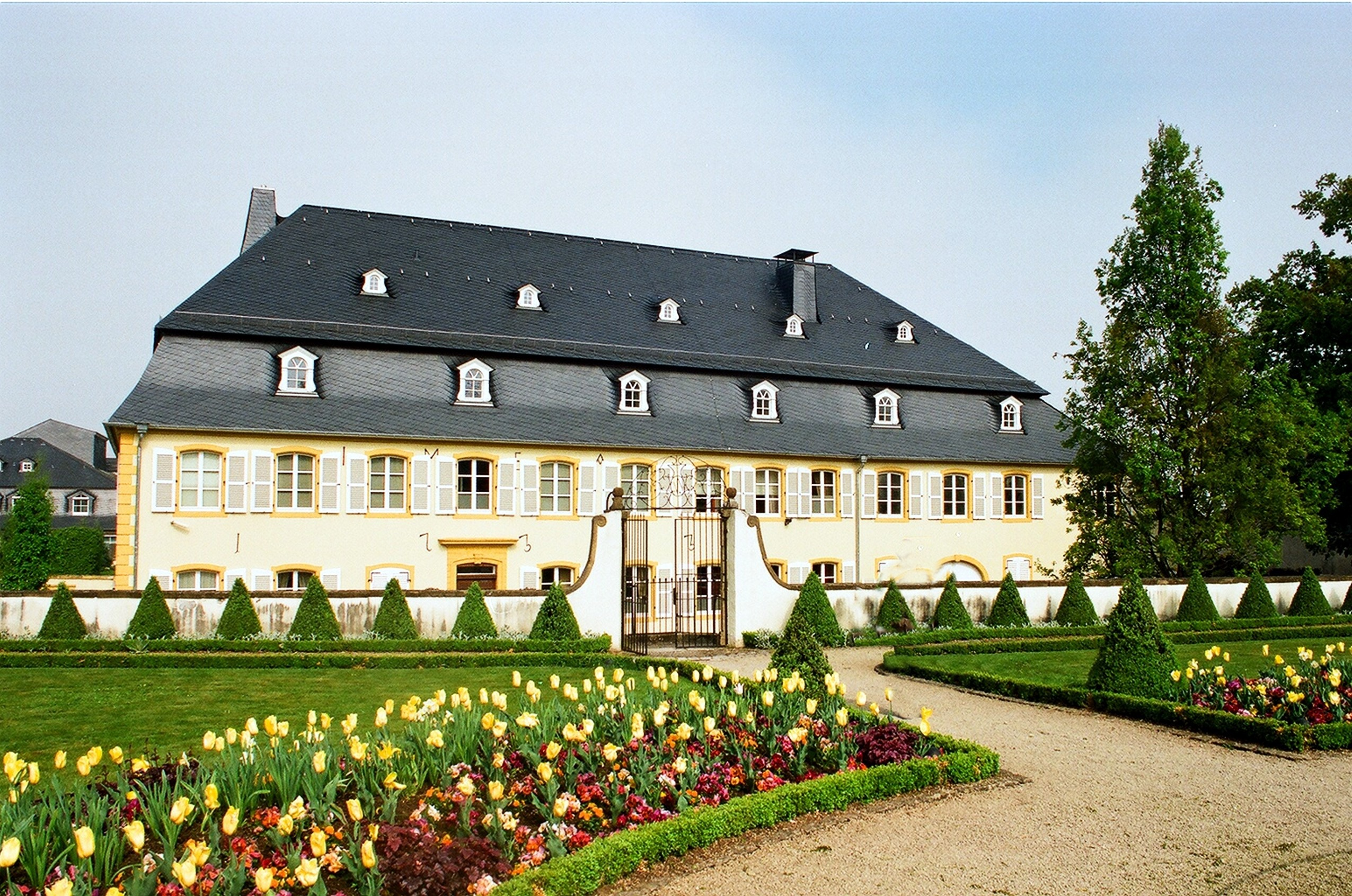
Palais von Nell

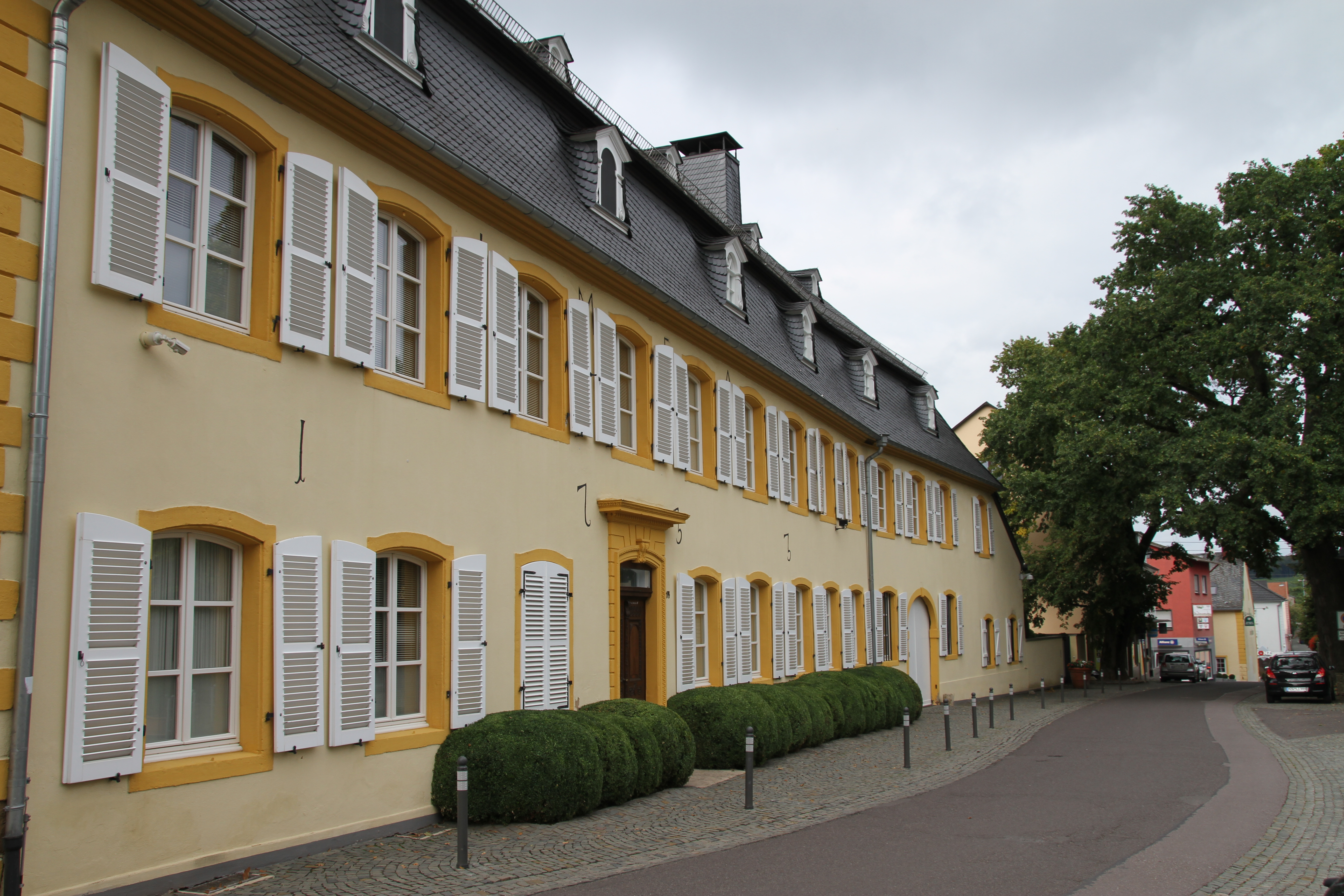
Fassade

Das Palais von Nell ist ein barockes Schloss in der saarländischen Gemeinde Perl. Es steht als Einzeldenkmal unter Denkmalschutz.

## Geschichte
Das Palais wurde 1733 von Johann Marx und seiner Ehefrau Elisabeth Arnoldi auf einem Lehen des Trierer Domkapitels als Hofhaus erbaut. Noch heute zeigen Eisenanker in der Fassade des Gebäudes die Anfangsbuchstaben der Erbauer. Ende des 18. Jahrhunderts wurde das Barockgebäude um ein Kelterhaus erweitert. Anfang des 19. Jahrhunderts gelangte es in den Besitz des Trierer Großkaufmanns und Bankiers Georg Friedrich Job von Nell, der mit Anna Maria Emilia Marx (1788–1851) verheiratet war. Bis 1982 blieb es im Besitz der Familie von Nell. Nach 1945 war es einige Jahre Gaststätte und von 1961 bis 1980 Bildungs- und Freizeitstätte des Jugendsozialwerks des Saarlandes. Heute ist das Gebäude in Privatbesitz.

## Architektur
Der ursprünglich neunachsige Bau mit zwei Geschossen und Eckquaderung wird von einem hohen Mansarddach abgeschlossen. Das in der vierten Achse befindliche Eingangsportal wird leicht hervorgehoben und hat eine hohe, weit auskragende gerade Verdachung. Die Eichen-Haustür mit Empireformen ist im Original erhalten. Im Norden schließt sich das alte Kelterhaus an, im Erdgeschoss mit fünf, im ersten Stock mit vier Achsen. Den Eingang bildet ein großes Rundbogentor. Das Mansarddach des Herrenhauses setzt sich über das Kelterhaus fort und läuft steil abfallend aus.
Hinter der Eingangstür liegt ein breiter Flur, der auf ein Treppenhaus im rückwärtigen Teil zuläuft. Zu beiden Seiten des Flures liegen im Untergeschoss je vier Räume, die nur untereinander zugänglich sind. Im Obergeschoss verbindet ein langer Korridor die Wohnräume.

## Garten
Gegenüber dem Palais führt auf der anderen Straßenseite ein Gartenportal aus dem 18. Jahrhundert mit doppelläufiger Freitreppe in den Nell’schen Park, der im Rahmen des Projektes „Gärten ohne Grenzen“ zum Barockgarten umgestaltet wurde. Er steht Besuchern das ganze Jahr über unentgeltlich offen. Die rund 2900 m² große Anlage wurde als niedriger Barockgarten mit Buchsbaumbegrenzung von Wegen und Beeten nach alten Plänen mit wechselnden Schmuckbeeten angelegt.  Im Zentrum des streng geometrischen Gartens steht ein Springbrunnen. Am Rande des Gartens stehen die Quirinuskapelle und die katholische Kirche St. Gervasius und St. Protasius.